# Lesnica (Gosztivar)
Lesnica (macedónul: Лешница) település Észak-Macedóniában, a Pologi körzet Gosztivari járásában.

## Népesség
| Lakosok száma | 182  | 183  | 169  | 133  | 109  | 123  | 127  | 3    | 128  |
|               | 1948 | 1953 | 1961 | 1971 | 1981 | 1991 | 1994 | 2002 | 2021 |

2002-ben 3 lakosa volt, akik mindannyian macedónok.